# Como (jezero)
Jezero Como (tal. Lago di Como) jezero je ledenjačkog postanka u Lombardiji u Italiji. Ima površinu od 146 km² i treće je jezero po veličini u Italiji iza jezera Garda i jezera Maggiore. S dubinom od 410 metara predstavlja jedno od najdubljih jezera Europe. Dno jezera je na 200 metara ispod razine mora.

## Zemljopis
Jezero je oblika obrnutog ipsilona ili grčkoga slova lambde. Sjeverni krak počinje kod grada Colica, a Como i Lecco su na krajevima jugozapadnoga i jugoistočnoga kraka. Rijeka Adda utječe u jezero na sjeveru kod grada Colica, a istječe kod Lecca. Ta geološka struktura čini od jugozapadnoga kraka kod Coma mrtav kraj, pa se tu često događaju poplave. Planinski predalpski kraj između dva južna kraka jezera naziva se Larijski trokut (Triangolo lariano). U središtu toga trokuta je grad Canzo.

## Ime
Naziv jezera dolazi od latinske riječi larius, koja je u talijanskom lario, ali to ime se rijetko koristi. Obično se jezero naziva samo jednostavno Lago di Como, što se odnosi na grad Como.

## Turizam
Jezero Como je popularno turističko odredište, pogotovo za jedrenje, jedrenje na dasci i kitesurfing.

## Mjesta na jezeru
| Zapadna obala od sjevera prema jugu | Južna obala od zapada prema istoku            | Istočna obala od sjevera prema jugu                            |
| --- | --------------------------------------------- | -------------------------------------------------------------- |
| - Domaso - Gravedona - Dongo - Musso - Menaggio - Cadenabbia - Tremezzo - Mezzegra - Lenno - Ossuccio - Argegno - Brienno - Moltrasio - Cernobbio - Como | - Como - Blevio - Bellagio - Malgrate - Lecco | - Colico - Dorio - Dervio - Bellano - Varenna - Lierna - Lecco |

## Vanjske poveznice
- Službena stranica
- Karta jezera  Arhivirana inačica izvorne stranice od 5. veljače 2009. (Wayback Machine)
- Informacije o jezeru
- Grad Como
- Grad Lecco
- Provincia di Lecco
- Provincia di Como
- Villa d'Este
- Otok Comacina
- Opće informacije o jezeru  Arhivirana inačica izvorne stranice od 10. siječnja 2008. (Wayback Machine)